# Szöllőssy Károly
Szöllőssy Károly (Esztergom, 1842. május 11. – Arad, 1895. március 29.) polgári iskolai igazgató.

## Életpályája
Szülei polgári származásúak. A gimnáziumot is szülővárosában végezte. 1858-ban belépett a Szent Ferenc rendbe és a bölcseleti tanfolyamot Nyitrán hallgatta. Nagyszombatban kilépett a rendből és a minorita rendbe lépett be. A teológiát Egerben végezte, majd 1862-ben az aradi főgimnázium tanárává nevezték ki, ahol egy évet töltött el, majd véglegesen elhagyva a papi pályát több családnál is mint nevelő működött, végül gróf Szapáry Péter mellett nevelősködött. A nevelői pályán hat évet eltöltve végül 1872-től az aradi magán reáliskolánál lett tanító, majd 1875-től az Arad városi polgári iskola tanítója, később az intézet igazgatója is lett.
Arad város köztörvényhatósági bizottságának tagja, az aradi Kölcsey-egyesület alelnöke volt. Cikkei folyóiratokban 1866 és 1891 között jelentek meg.
Aradon hunyt el 53 évesen, 1895. március 29-én.
Álnevei: Damasus, Gömöry Viktor és Themis (az Alföldben és az Általános Tanügyi Közlönyben).

## Főbb munkái
- Az osztrák-magyar monarchia összes szerzetes rendeinek történeti és statisztikai rajza különös tekintettel azok irodalmi és tanügyi működésére. Arad, 1876, két kötet
- Aradmegye népoktatási intézeteinek névtára. Arad, 1879 (Magyarország tanítóinak Névtára I.)
- Az aradvidéki Tanítóegylet tíz évi működése. Arad, 1880 (Gyöngyössy Rudolffal)
- Statisztikai párhuzam a magyar és az osztrák papság között. Arad, 1881
- Az aradi szent Háromság-szobor története. Arad, 1883
- A magyarországi conventuális Ferencziek (Minoriták) kolostorainak kimutatása. Arad, 1883
- Az aradi deákok száz év előtt. Arad, 1883
- Statisztikai csevegés a magyar szerzetesekről. Arad, 1883
- A magyarországi római és görög katholikus tanítóegyesületek kimutatása. Budapest, 1883 (Fonyó Pállal)
- Emlékirat az aradi tanítók szegedi útjáról. Arad, 1885
- 25 év egy magyar lap életében. Az «Alföld» első 25 évi folyama. Arad, 1886 (E. Illés Lászlóval)
- Az aradi tizenhárom vértanú-szobor története. Arad, 1890